# Seraing
Seraing (en való Serè) és una municipi de Bèlgica, a la província de Lieja, que forma part de la regió valona. Avui té uns 64.203 habitants segons el cens de 2024. Fins al 1795, fou la residència d'estiu dels prínceps bisbes del principat de Lieja al castell de Seraing, actualment la seu de la societat CMI.

## Història

### De l'edat mitjana al 1795
Les primeres traces d'emplaçaments habitats –es van excavar artefactes, joies, ossades i armes- són dels segles V i VI, de l'època dels francs. El primer esment escrit, Saran, data de 956, quan un cert Saran dona un domini carolingi a banda i banda del Mosa a l'abadia de Sint-Truiden. Poc després, el territori passà al principat de Lieja. Al segle xi, el príncep bisbe Enric I de Verdun tenia una casa d'estiueig a Seranus, en la qual rebia els seus hostes nobles.
A l'edat mitjana, el poble de Seraing va obtenir exoneracions fiscals en bescanvi de defensar la ciutat de Lieja dels invasors que vinguessin pel riu.
El 1381, es va construir un primer pont de fusta.

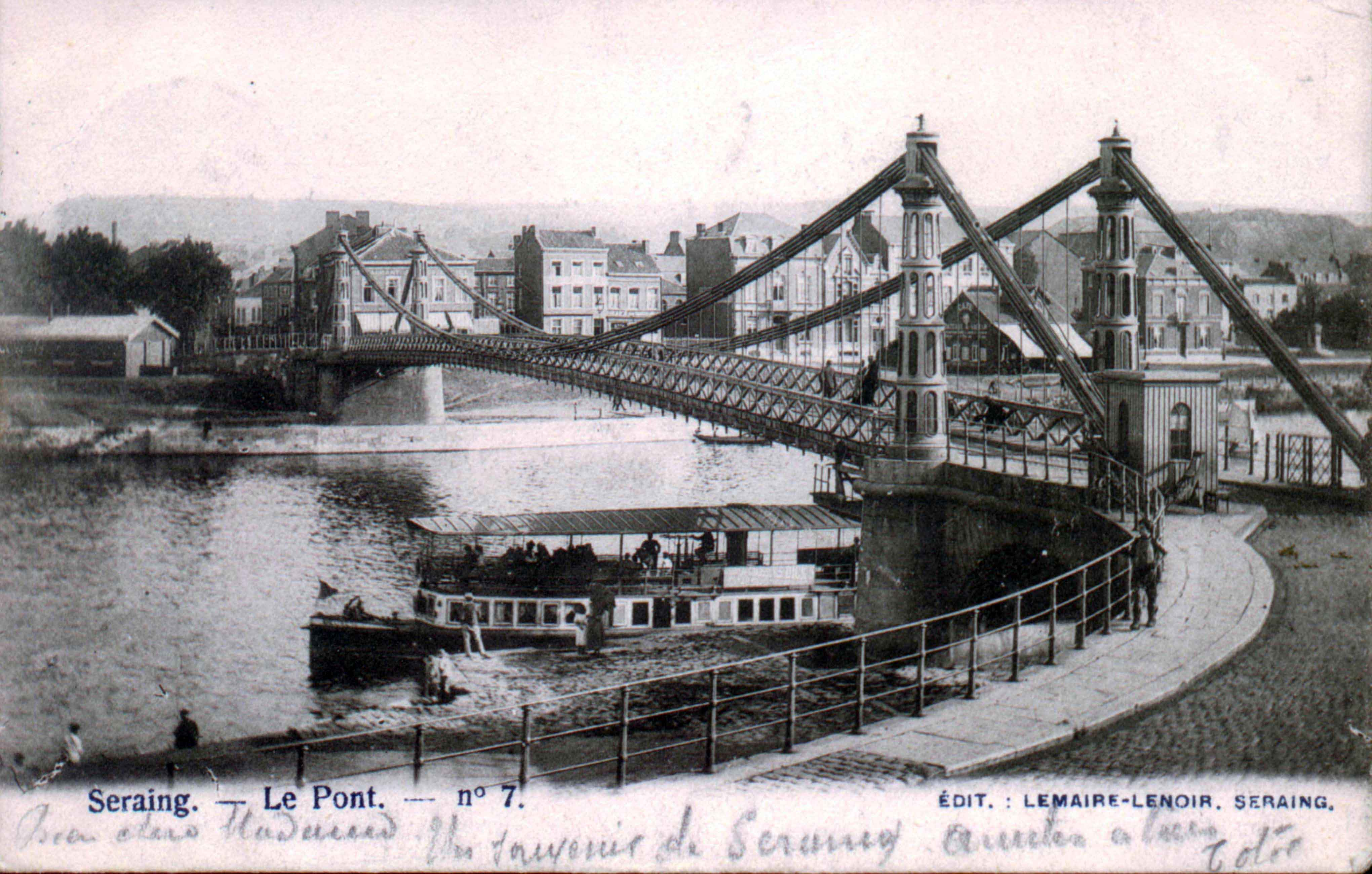
Pont al Mosa, el 1902

### La revolució industrial
El poble, que va mantenir el seu caràcter rural fins a la fi del segle xviii, va començar a canviar després de la descoberta d'hulla a Ougrée. Les primeres acereries van crear-se el 1809. El poble va prendre volada sota el regnat de Guillem I, quan Seraing feia part, després del període de l'ocupació francesa (1795-1815), del Regne Unit dels Països Baixos.
Guillem I va donar a l'industrial John Cockerill el castell de Seraing per crear-hi la seva fàbrica de mecànica. No satisfet de la qualitat de l'acer disponible, Cockerill va desenvolupar el seu propi mètode en utilitzar coc tret de carbó de llenya, les dues fàbriques, la de construcció mecànica (CMI o Cockerill Mechanical Industries) i l'acereria (Cockerill-Sambre, avui integrat en el grup multinacional Arcelor-Mittal).

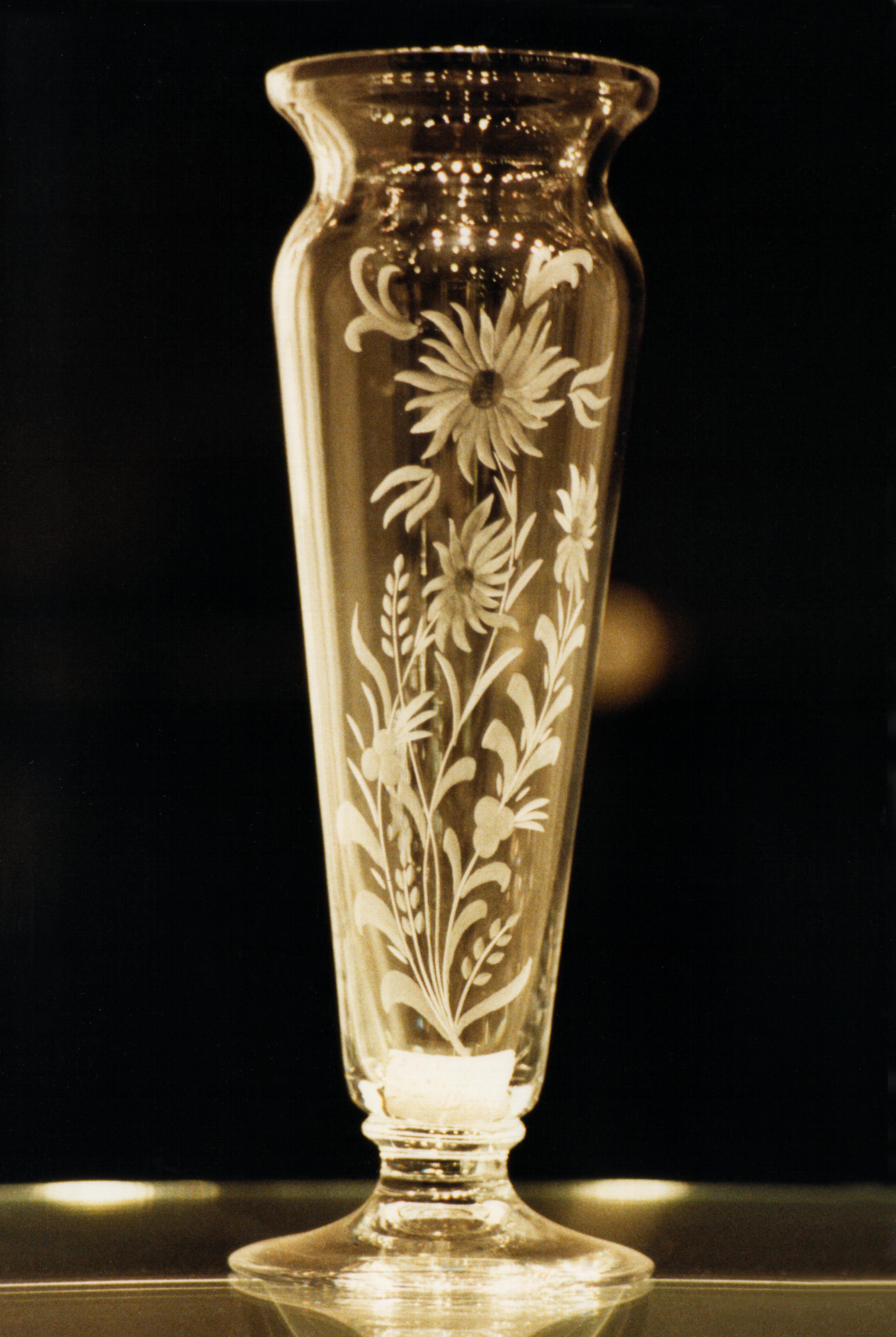
Vas de cristall Val-Saint-Lambert

Guillem I també vengué el castell i l'abadia de Val-Saint-Lambert a un químic, François Kemlin i a un politècnic, Aguste Lelièvre, vinguts de la cristalleria de Vonêche. Aquests dos van crear la Société des verreries du Val Saint Lambert, que va començar la fabricació de cristall des del 1826.
A l'entorn de les dues indústries principals, es van crear moltes pimes de subcontractants. Després de la crisi del carbó des de l'any 70 del segle passat quan les mines van tancar-se i de les crisis successives de l'acer, la ciutat de Seraing va conèixer molts problemes socials. La diversificació va començar amb la creació d'un polígon industrial i científic al costat de la Universitat de Lieja al Sart-Tilman, situat a ambdós costats de la frontera amb la ciutat de Lieja. Hom hi troba, entre d'altres, el centre de recerca de l'acer d'ArcelorMittal i moltes empreses (bio)tecnològiques, aeroespacials, informàtiques… 
El 2004, l'aleshores Arcelor va decidir de tancar l'alt forn, en trobar que les fàbriques siderúrgiques massa lluny del mar o de les mines ja no eren rendibles, per l'alt cost del transport de la ganga i del coc. El 2007, en augmentar la demanda d'acer a tot arreu del món, en pujar els preus de l'acer, s'ha decidit de reobrir l'alt forn el 21 de gener 2008.

## Fills predilectes de Seraing
- Eugenio Barsanti, inventor italià del motor a combustió (1821-1864)
- Gilbert Bodart, futbolista
- Mathieu Brialmont, militar i ministre (1789-1885)
- Fabrizio Cassol, músic
- John Cockerill, fundador de l'aceria i dels tallers de construcció mecànica (1790-1840)
- Jean-Pierre Dardenne i Luc Dardenne, directors d'escena de pel·lícules
- Leo Anton Karl de Ball, astrònom (1853-1916)
- Michaël Goossens, futbolista
- Julien Lahaut, comunista, sindicalista i republicà (1884-1950)
- Charles Lecocq, poeta (1901-1922)
- Guy Mathot, polític, burgmestre, ministre (1941-2005)
- Joseph Merlot, polític, ministre (1886-1959)
- Laurette Onkelinx, política, ministra (1958)
- Michel Preud'homme, futbolista
- André Renard (1911-1962), sindicalista i federalista
- Marc Tarabella, polític